# Phakomatose
Als Phakomatosen (von altgriechisch φακός fakós „Linse, Fleck“)  wird medizinisch eine Gruppe von Krankheiten mit Fehlbildungen im Bereich der Haut und des Nervensystems bezeichnet, auch Neurokutane Syndrome genannt.

## Begriff
Bei dem Begriff handelt es sich nicht um eine genaue wissenschaftliche Definition, sondern eher um ein Konstrukt, mit dessen Hilfe Diskussionen um Krankheitsmerkmale und Krankheitsursachen provisorisch sortiert wurden. Aufgrund neuerer Ergebnisse der molekularbiologischen Grundlagen von Erkrankungen ist der Begriff praktisch überflüssig, wird aber in der Literatur weiterhin verwendet.

## Definition
Aus der Sicht des Pathologen sind Phakomatosen gekennzeichnet durch das Auftreten von Hamartomen in mehreren Organsystemen. Die Gruppe der Krankheiten, bei denen dies der Fall ist, wird aus historischen Gründen gemäß dem griechischen Wort für Linse Phakos und wegen linsenförmiger Veränderungen des Augenhintergrundes bei manchen dieser Erkrankungen Phakomatosen genannt. Hierbei ist folgendes zu bemerken:
Die historisch ursprüngliche Gruppe der Phakomatosen bezeichnet in der Tat meist erbliche Tumorerkrankungen. Die Hamartome, die dieser Erkrankungsgruppe ihren Namen gaben, sind aber keine Tumoren, sondern geschwulstähnliche Gewebsveränderungen. Unter dem Begriff Neurokutane Erkrankungen wird in der wissenschaftlichen Literatur eine größere Gruppe von Krankheiten verstanden, deren gemeinsames Merkmal in bestimmten pathogenetischen Mechanismen gesehen wird. In der modernen Literatur wird ein Teil der Phakomatosen unter dem Stichwort der Tumorsuppressorgen-Erkrankungen neu gegliedert.

## Phakomatose als Sammelbezeichnung
Zu den Phakomatosen im engeren Sinne werden im Sinne einer Sammelbezeichnung u. a. folgende Erkrankungen gezählt:
- Neurofibromatose Typ 1 von Recklinghausen
- Tuberöse Sklerose Bourneville-Pringle
- Retino-cerebelläre Angiomatose Hippel-Lindau
- Enzephalo-Faziale Angiomatose Sturge-Weber
- Ataxia teleangiectatica Louis-Bar
- Peutz-Jeghers-Syndrom – intestinale Polyposis mit perioraler Pigmentierung.

## Beispiele für die Einteilung der Phakomatosen
Das Lehrbuch der Neurologie von Mumenthaler (1979) definiert die Phakomatosen als Fehlbildungen an ZNS und Haut und zählt hierzu die Neurofibromatose Recklinghausen (NF), die Tuberöse Sklerose Bourneville-Pringle (TS), die Encephalo-Faciale Angiomatose Sturge-Weber (EFA) und die Retino-Zerebelläre Angiomatose Hippel-Lindau (RZA).
Das Lehrbuch der Neurologie von Heinz-Walter Delank (1978) definiert die neurokutanen Erkrankungen aufgrund von histologischen und embryologischen Überlegungen. Dort heißt es, die Phakomatosen seien dysplastisch-blastomatöse Entwicklungsstörungen, die ektodermale Strukturen betreffen und somit als neurokutane Erkrankungen auftreten. Dabei würden die ektodermalen Dysplasien zu Tumoren werden und hämangiomatösen Fehlbildungen seien mesenchymalen Ursprungs und somit sekundär aus ektodermalen Gewebe gebildet. Delank zählt zu den Phakomatosen ebenfalls NF, TS, EFA und RZA.
In Merrits Textbook of Neurology (1996) werden in dem Kapitel Neurocutaneous Disorders lediglich die Neurofibromatose Recklinghausen (eine kongenitale Tumorerkrankung), die Encephalofaciale-/trigeminale Angiomatose Sturge-Weber-(Krabbe/Dimitri) (eine kongenitale Gefäßmissbildung), die Incontinentia Pigmenti Bloch-Sulzberger (eine kongenitale eruptive Hauterkrankung) und die Tuberöse Sklerose Bourneville-Pringle (wiederum eine kongenitale Tumorerkrankung) abgehandelt. Der Kapitelautor Arnold P. Gold gibt dabei für die Auswahl der Erkrankungen keine nähere Begründung an.
Das Lehrbuch der Neurogenetik von Rieß und Schöls (1998) diskutieren die Autoren V.F. Mautner und S.M. Pulst in dem Kapitel Phakomatosen die Neurofibromatose Typ 1 und die Neurofibromatose Typ 2, die Tuberöse Sklerose und das Hippel-Lindau-Syndrom mit dem Hinweis, bei den Phakomatosen handele es sich definitionsgemäß um Erkrankungen von Haut und Retina und die genannten Erkrankungen seien genetisch durch den Funktionsverlust von Tumorsuppressorgenen ausgezeichnet.
Das Lehrbuch der Augenheilkunde von Reim ordnet die Phakomatosen unter den erblichen Tumoren der Retina ein und erwähnt neben dem Retinoblastom die sogenannten Maulbeertumoren der Tuberöse Sklerose Bourneville und die Angiomatosis retinae der Retino-Zerebelläre Angiomatose Hippel-Lindau. Die Encephalo-Faciale Angiomatose Sturge Weber wird wegen ihrer Hämangiomen des Ziliarkörpers erwähnt und die Neurofibromatose Recklinghausen wegen ihrer Iris-Naevi (Lisch-Knötchen), die pathologisch als melanozytäre Hamartome charakterisiert sind.

## Historische Entwicklung des Begriffes und der Krankheitsgruppe

### Phakomatosen
In den Jahren 1914 und 1919 beschrieb Bielschowsky Ähnlichkeiten zwischen der NF Typ I und der TS. In einer Arbeit von 1920 beschrieb der Arzt J. van der Hoeve erstmals „linsenförmige Veränderungen“ im Augenhintergrund eines Patienten mit tuberöser Sklerose und nannte diese Veränderungen Phakome. In einer Arbeit von 1923 beschrieb van der Hoeve die Augenveränderungen bei der Neurofibromatose Recklinghausen und der Tuberösen Sklerose Bourneville als ähnliche Erscheinungen und schlug den Neologismus Phakomatose (abgeleitet aus Phakos = Linse, Muttermal) als Sammelbezeichnung für diese Gruppe von Krankheiten vor. In zwei weiteren Arbeiten aus den Jahren 1932 und 1933 schlug van der Hoeve vor, die Hippel-Lindau-Krankheit und das Sturge-Weber-Syndrom ebenfalls zur Gruppe der Phakomatosen zu rechnen. In einer Arbeit von 1941 beschrieb Madame D. Louis-Bar ein Krankheitsbild mit kapillären Teleangiektasien der Haut und Bindehaut, Naevusbildung und cerebellärer Ataxie. Sie schlug vor, diese Krankheit zur Gruppe der Phakomatosen zu rechnen.

### Neurofibromatose
Die Kardinalsymptome der Neurofibromatose sind das Auftreten von peripheren Neurofibromen und Cafe-au-lait-Flecken. Eine eher anekdotische Erstbeschreibung findet sich bei R. W. Smith 1849. Friedrich Daniel von Recklinghausen legte 1882 die erste präzise klinische und pathologische Charakterisierung vor. Alex Thomsen gab um 1900 die ersten statistischen Daten und eine ausführliche Bibliographie heraus. In einer Arbeit von 1929 beschrieb Fulton die frühe Entdeckung von Robert Smith.

### Tuberöse Sklerose
Die Kardinalsymptome der Tuberösen Sklerose sind: Minderbegabung, Epilepsie, tuberöse Sklerosierungen des Gehirns, Adenoma Sebaceum. Manche Autoren behaupten, dass Recklinghausen in seiner Arbeit über die NF von 1862 auch einen Fall von TS beschrieben hat. Sicher ist jedoch, dass Désiré-Magloire Bourneville 1880 den (Sektions-)Befund eines Patienten mit Minderbegabung, Epilepsie, Halbseitenlähmung und charakteristischen Verhärtungen des Hirngewebes beschrieb. 1881 veröffentlichte AL Hartedegen einen Sektionsbefund eines Neugeborenen mit ähnlichen neuropathologischen Befunden. 1890 beschrieben Désiré-Magloire Bourneville und Édouard Brissaud erneut den (Sektions-)Befund eines minderbegabten Patienten mit symptomatischer Epilepsie und auffälligen tuberösen Sklerosierungen des Gehirns. Sie erwähnten auch die Hautveränderungen und nannten sie „acne rosacee“. Dies entspricht dem heutigen Adenoma sebaceum. Heinrich Vogt dokumentierte schließlich 1908 alle heute zum klinischen Spektrum der Erkrankungen gezählten Symptome, insbesondere finden die cardialen und renalen Tumoren Erwähnung.

### Retinocerebelläre Angiomatose
Die Kardinalsymptome der Retinocerebellären Angiomatose sind Hämangiome von Retina und Kleinhirn. Panas und Remy beschrieben 1879 erstmals die Retinaläsionen, die wir heute als Angiome der Retina bezeichnen. Im Jahre 1911 beschrieb von Hippel erneut diese Retinaläsionen. Da er richtigerweise glaubte, es handele sich um Gefäße, nannte er die Veränderung Angiomatosis retinae. Im Jahre 1926 bemerkte Lindau bei der Sektion eines Patienten die Ähnlichkeit der Läsionen in der Retina und dem Kleinhirn eines Patienten.

### Enzephalo-Faziale Angiomatose
Die Kardinalsymptome der Enzephalo-Fazialen Angiomatose sind: Gesichtsnaevus, Angiome der Hirnoberfläche, Hemiparese und fokale Krampfanfälle. Die Erstbeschreibung eines Patienten mit einem Gesichtsnaevus und Hydrophthalmus (Ochsenauge) findet sich bei Schirmer 1860. Sturge beschrieb 1879 ein 6 Jahre altes Mädchen mit einem Gesichtsnaevus, Hydrophthalmus (Buphthalmus – Augenvergrößerung), Hemiparese und fokalen Anfällen. 1897 beschrieb Kalischer die Übereinstimmung der Angiome der Gesichtshaut und auf der Hirnoberfläche der Patienten mit einer Enzephalo-Fazialen Angiomatose.

### Ataxia teleangiectatica
Die Kardinalsymptome der Ataxia teleangiectatica sind eine zerebelläre Ataxie, oculocutane Teleangiectasien und eine Thymushypoplasie. Die Erstbeschreibung dieses Krankheitsbildes findet sich 1926 in einer Arbeit von Syllaba und Henner. Sie nannten ihre Entdeckung einen Fall von kongenitaler und idiopathischer Athetose. Die belgische Ärztin Denise Louis-Bar beschrieb 1941 einen Patienten mit der klassischen Kombination von cerebellärer Ataxie und Teleangiectasien. In drei unabhängig voneinander verfassten Artikeln beschrieben mehrere Autoren 1957 die charakteristischen Symptome der Erkrankung.